# 김공평
김공평(1905년 1월 29일~1989년 2월 27일)은 대한민국의 정치인이다. 제4대 국회의원을 지냈다.

## 역대 선거 결과
|  | 20.17% |

|  | 35.91% |

|  | 12.42% |

|  | 5.80% |

|  | 1.18% |